# Campionati svizzeri di sci alpino 1972
Ai Campionati svizzeri di sci alpino 1972 furono assegnati i titoli di discesa libera, slalom gigante, slalom speciale e combinata, sia maschili sia femminili; oltre agli sciatori svizzeri poterono concorrere al titolo anche gli sciatori di nazionalità liechtensteinese.

## Risultati

### Uomini

#### Discesa libera
| Pos. | Atleta        | Nazione  |
| ---- | ------------- | -------- |
| 1    | Walter Tresch | Svizzera |
| 2    | ?             | ?        |
| 3    | ?             | ?        |

#### Slalom gigante
| Pos. | Atleta        | Nazione  |
| ---- | ------------- | -------- |
| 1    | Werner Mattle | Svizzera |
| 2    | ?             | ?        |
| 3    | ?             | ?        |

#### Slalom speciale
| Pos. | Atleta           | Nazione  |
| ---- | ---------------- | -------- |
| 1    | Edmund Bruggmann | Svizzera |
| 2    | ?                | ?        |
| 3    | ?                | ?        |

#### Combinata
| Pos. | Atleta        | Nazione  |
| ---- | ------------- | -------- |
| 1    | Walter Tresch | Svizzera |
| 2    | ?             | ?        |
| 3    | ?             | ?        |

### Donne

#### Discesa libera
| Pos. | Atleta             | Nazione  |
| ---- | ------------------ | -------- |
| 1    | Marie-Theres Nadig | Svizzera |
| 2    | ?                  | ?        |
| 3    | ?                  | ?        |

#### Slalom gigante
| Pos. | Atleta             | Nazione  |
| ---- | ------------------ | -------- |
| 1    | Lise-Marie Morerod | Svizzera |
| 2    | Marie-Theres Nadig | Svizzera |
| 3    | ?                  | ?        |

#### Slalom speciale
| Pos. | Atleta                | Nazione  |
| ---- | --------------------- | -------- |
| 1    | Bernadette Zurbriggen | Svizzera |
| 2    | ?                     | ?        |
| 3    | ?                     | ?        |

#### Combinata
| Pos. | Atleta             | Nazione  |
| ---- | ------------------ | -------- |
| 1    | Marie-Theres Nadig | Svizzera |
| 2    | ?                  | ?        |
| 3    | ?                  | ?        |